# Zeboim (Benjamim)
Zeboim (em hebraico: tsebhoim; lit. "lugar selvagem" ou "hienas") foi uma antiga cidade da Palestina situada no território da antiga tribo de Benjamim que foi ocupação após o Cativeiro da Babilônia (587–539 a.C.) (Neemias 11:34). Sua localização exata é desconhecida, mas pode ser a atual Quirbete Sabié, ao norte de Lida, em Israel. Seu nome, na forma Sabuma, aparece na carta 174 do corpus de Amarna do século XIV a.C..